# Восточник
Восточник — река в России, протекает в Опаринском районе Кировской области. Устье реки находится в 4,3 км по правому берегу реки Полдневая. Длина реки составляет 11 км. В 2,6 км от устья принимает справа реку Северник.
Исток реки в лесах в 38 км к юго-западу от посёлка Опарино. Течёт на юго-запад по ненаселённому лесу. Впадает в Полдневую у нежилой деревни Стрельский Починок.

## Данные водного реестра
По данным государственного водного реестра России относится к Камскому бассейновому округу, водохозяйственный участок реки — Вятка от города Киров до города Котельнич, речной подбассейн реки — Вятка. Речной бассейн реки — Кама.
Код объекта в государственном водном реестре — 10010300312111100035423.